# Cancioneta Praga
Cancioneta Praga je ženský pěvecký sbor, který vznikl v roce 2010 z iniciativy sbormistra Lukáše Jindřicha. Členkami jsou zpěvačky, které dříve působily ve výběrových[zdroj⁠?!] sborech z celé České republiky (Bambini di Praga a další). Sbor pravidelně vystupuje rozšířen o mužské hlasy.
Uměleckým vedoucím a sbormistrem sboru je Lukáš Jindřich. Prvním klavíristou sboru je Lenka Navrátilová, druhým klavíristou je Egli Prifti. Patrony sboru jsou bývalá předsedkyně Poslanecké sněmovny Miroslava Němcová, dirigent Jakub Hrůša a harfistka Jana Boušková. V minulosti byl patronem sboru také sbormistr Miroslav Košler.
Sbor bývá zván k účinkování na několika mezinárodních festivalech (YoungBohemia, Praga Cantat, Cantiveris Praga, Sborové slavnosti, Festival sborového umění Jihlava). Sbor také natáčí pro televizi a rozhlas, pravidelně vystupuje v kostele sv. Mikuláše na Staroměstském náměstí (vánoční koncerty), na akcích kanadské ambasády (Dny Kanady), ve Vestci u Prahy na akci Betlémské světlo aj.
V prosinci 2019 sbor vystupoval na jednom z Adventních koncertů České televize. V dubnu 2020 měl sbor vystoupit na festivalu Music for Women’s Voices v newyorské Carnegie Hall. Z důvodu propuknutí pandemie Covid19 se vystoupení zatím neuskutečnilo.

## Repertoár
Repertoár sboru je široký a zahrnuje duchovní a světské skladby od starých mistrů až po hudbu 20. století, lidové písně z celého světa, vánoční koledy z Evropy a Ameriky zpívané v originálních jazycích, a také lidové písně z Čech, Moravy a Slezska i odlišné hudební styly (např. populární hudbu).

## Spolupráce
Vedle samostatných koncertů spolupracuje sbor s mnoha českými soubory, orchestry a umělci:
- orchestry: Pražská komorní filharmonie, Pražský komorní orchestr bez dirigenta, Musica Bohemica, Ústřední hudba Armády ČR, Kvarteto Martinů, Talichova komorní filharmonie, Cimbálová muzika Štěpána Hanuše
- sólisté: harfistka Jana Boušková, kytarový virtuos Lubomír Brabec, klavírista Lukáš Klánský, varhaník Přemysl Kšica
- sbory: Český chlapecký sbor, Cape town youth choir (JAR), Atlantic Boy Choir (CA)
- skladatelé: Jaroslav Krček, Martin Hendrych, Martin Sedláček, David Vaňáč
- dirigenti: Marek Šedivý, Jan Kučera, Vojtěch Spurný, Jakub Martinec, Pavel Trojan jr.
- Chinaski (2014 - 20 let v síti: koncert k 20. výročí kapely v O2 areně; festivaly Rock for people, Colours of Ostrava, Benátská noc, Festival Okoř, Letní parket Výrava)
- Jaroslav Uhlíř & Zdeněk Svěrák (2017 - Trvalky: koncert k 50. výroční autorské spolupráce v O2 areně)
- Petr Bende (vánoční koncerty 2013, 2014, 2015, 2017)

## Koncertní zájezdy
- 2010 – Španělsko (Malgrat de Mar) – soutěžní festival
- 2011 – Německo (Dehrn)
- 2014 – Německo (Wehbach, Siegen, Attendorn)
- 2015 – Maďarsko (Budapešť)
- 2016 – Jihoafrická republika (Kapské Město)
- 2018 – Německo (Morsbach, Heggen, Kirchen)
- 2020 – Spojené státy americké (New York) – festival Music for Women’s Voices

## Diskografie
- Kouzelné Vánoce (2012)
- The Gospel Train is Coming (2014)

## Ocenění
- cenu publika pro nejoblíbenější sbor festivalu[2] a trofej za absolutní festivalové vítězství[2] na mezinárodním hudebním festivalu v Malgrat de Mar v roce 2010
- absolutní vítěz[3] mezinárodního festivalu soudobé sborové hudby Canti veris Praga v únoru 2012

## Galerie

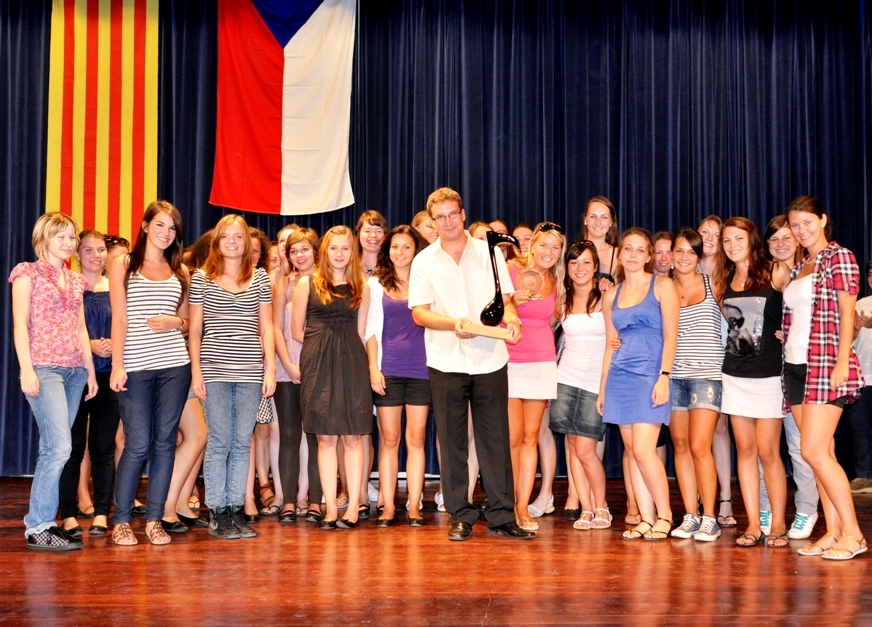
Cancioneta Praga na mezinárodním festivalu v Malgrat de Mar ve Španělsku s trofejí pro absolutního vítěze festivalu (2010)
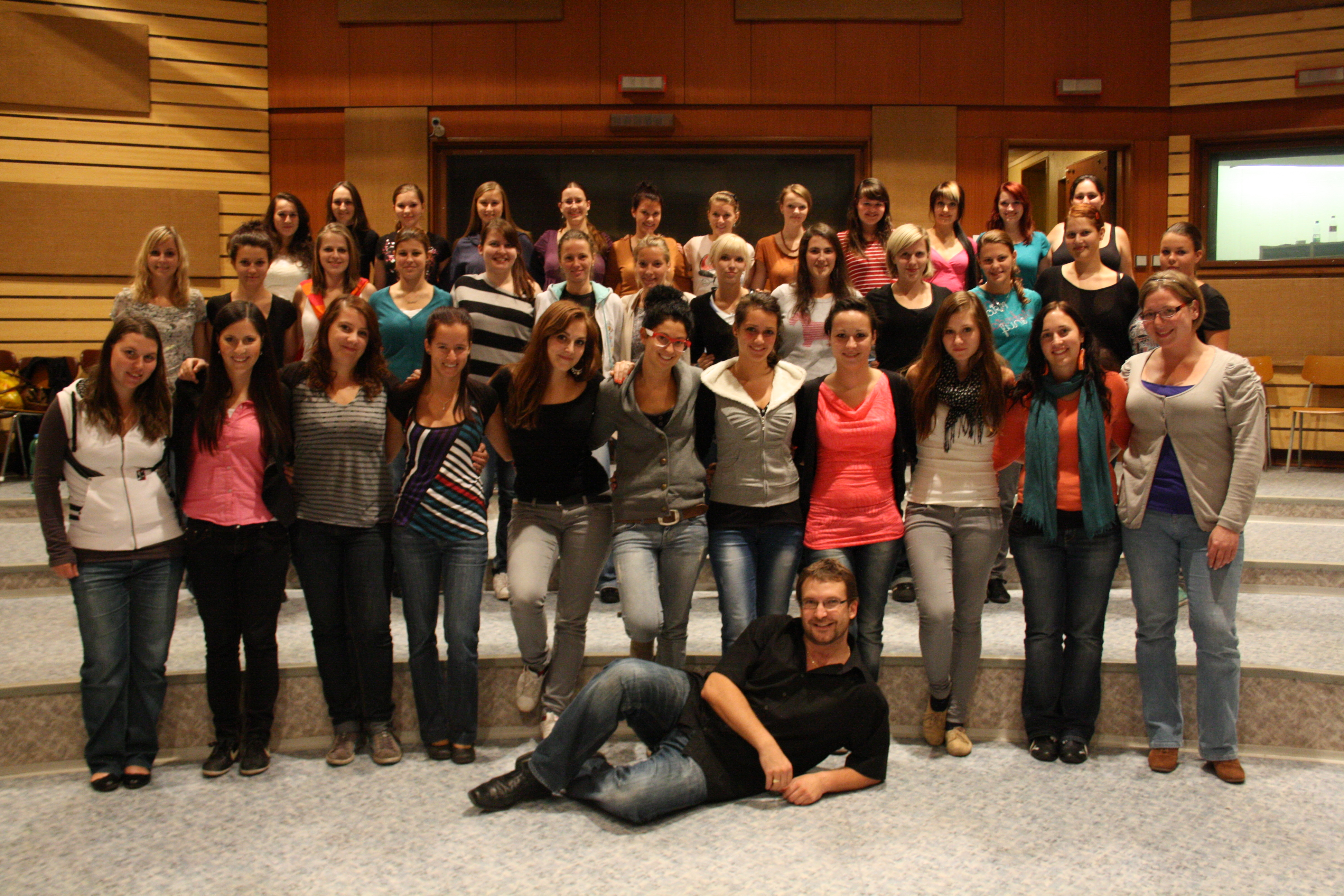
Cancioneta Praga po natočení 1. CD ve studiu Českého rozhlasu v Plzni (2012)
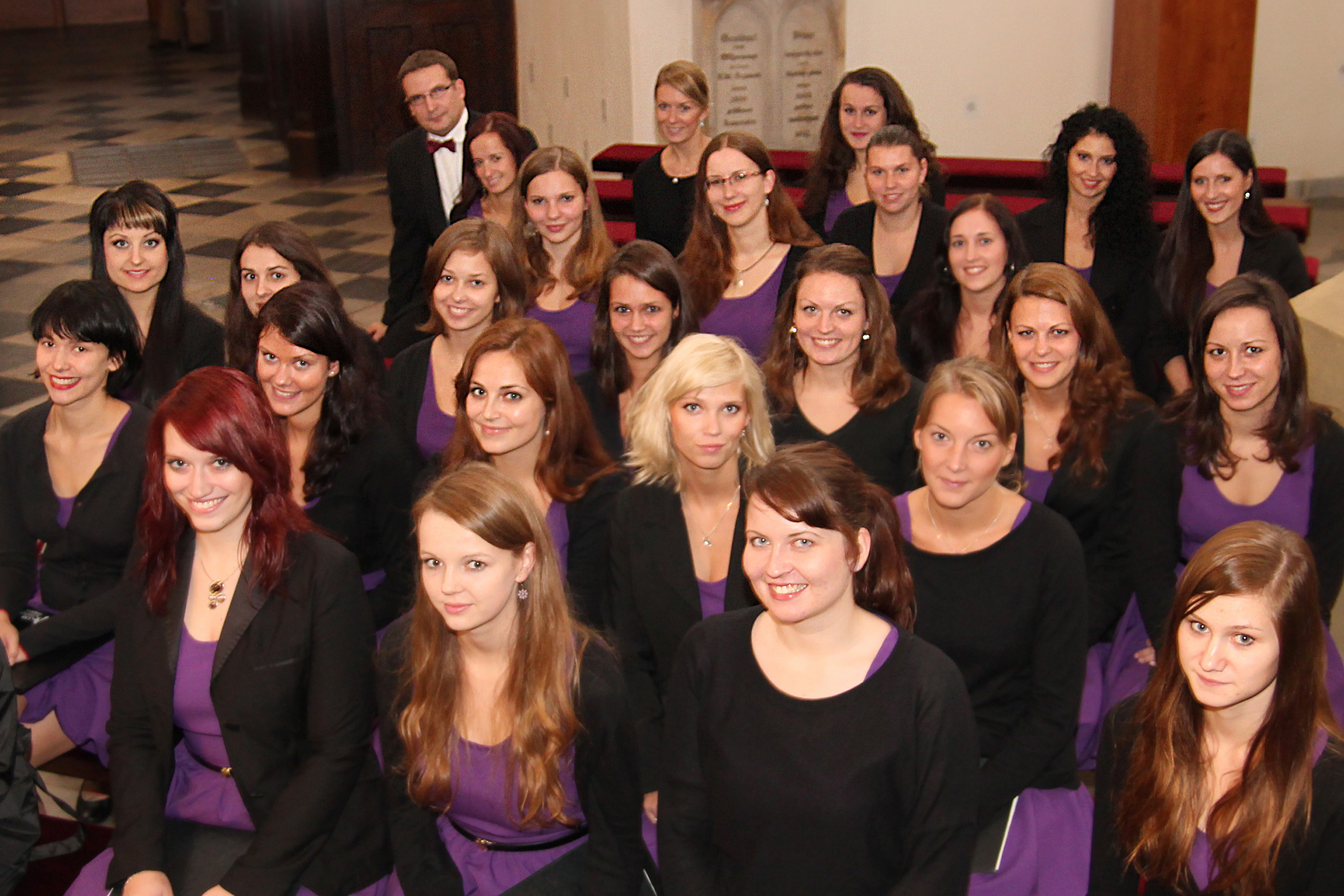
Cancioneta Praga po koncertě v Hradci Králové (2012)
Cancioneta Praga v hotelu Crown Plaza (2012)